# Livio Valentinsig
Livio Valentinsig (Gorizia, 23 aprile 1958) è un ex cestista italiano.

## Carriera
Ha giocato in Serie A1 e Serie A2 dal 1978 al 1988. Ha giocato con il Basket Gorizia (6 stagioni) e con il Basket Mestre (4 stagioni).
Nella sua decennale carriera ha disputato 3 stagioni in Serie A1 (a Gorizia) e maturato 2 promozioni nella massima serie e segnato oltre 5000 punti.